# 保護體育場
保護體育場是一座由伯明罕-傑佛遜市政中心管理局擁有和運營的綜合性體育場，位於美國阿拉巴馬州伯明罕市中心。2021年10月2日以UAB開拓者足球的主場賽事，成為體育場開幕的首場比賽可惜UAB以36-12輸給自由隊。
2022年世界運動會的開閉幕典禮都將於此舉行。

## 外部連結
- 官方网站